# Ciro Ciri

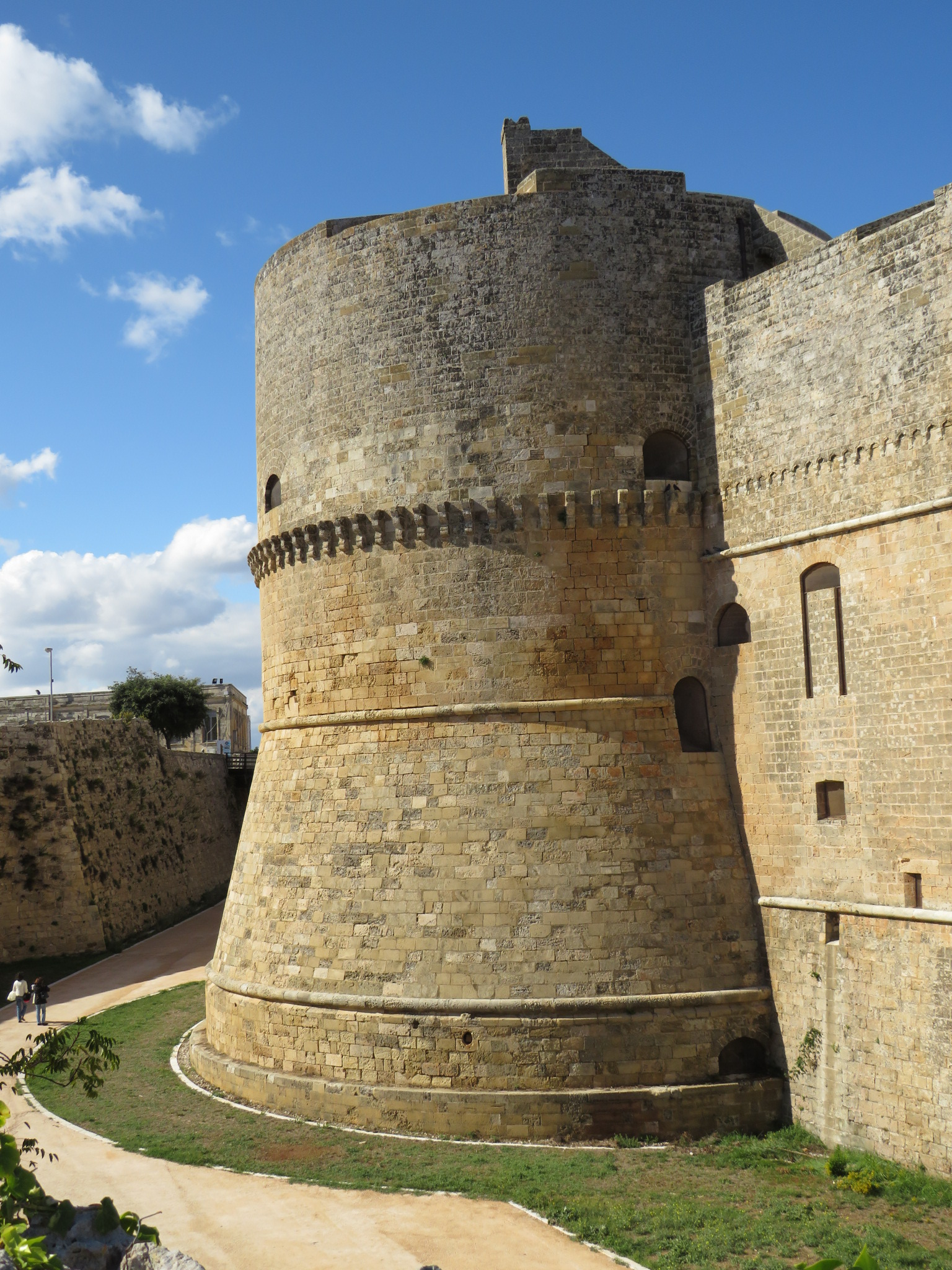
Bastione del castello di Otranto

Ciro Ciri o Paolo Scirri, noto come Ciro di Casteldurante o Scirro Durantino (Castel Durante, ... – ...; fl. 1479-1481) è stato un ingegnere e architetto militare italiano.

## Biografia
Scarsissime le notizie biografiche su questo tecnico di fortificazioni anche il cui nome risulta incerto tra numerose varianti. Partecipò  alle esperienze del periodo di transizione che vide le strutture  difensive adattarsi alle nuove armi dell'artiglieria.
Fu al servizio del Federico di Montefeltro, Duca di Urbino e nel 1479, durante l'assedio di Colle di Val d'Elsa, a cui parteciparono le truppe urbinate, Sigismondo de' Conti descrive "Scirro Scirri" come tecnico di fiducia del duca e "inventore capace di costruire macchine da guerra" e armi”.
Nel 1480 risulta presente in Puglia durante l'assedio di Otranto occupata dai turchi. Ottenne un diploma o privilegio da Alfonso di Calabria, futuro re di Napoli, in riconoscimento dei suoi meriti. Egli infatti guidò giorno e notte, con tenacia e intuito, i lavori di fortificazione temporanea, creando nuove strutture di difesa per prevenire le sortite del nemico. Alfonso, dopo avergli fatto molti elogi, gli assegnò una pensione annua di 200 ducati d'oro trasferibili ai suoi eredi e ringraziò con una lettera il duca Federico per la preziosa collaborazione.
Nel 1481 anche Federico riconobbe i suoi meriti e gli affidò la costruzione e la riparazione delle fortezze del Ducato di Urbino.
Tradizionalmente viene indicato come primo maestro di Bramante (nato anch'esso a Castel Durante) ma senza riferimenti documentali, oltre che come esecutore di progetti di Francesco di Giorgio Martini, ma la sua figura non risulta ancora sufficientemente studiata.

## Opere
- Castello aragonese di Otranto, progettato dopo aver espugnato la città, sembra in collaborazione con Francesco di Giorgio Martini, anch'esso al servizio di Federico di Montefeltro a proposito del quale rimangono da indagare i rapporti, le influenze e i reciprochi ruoli nei vari cantieri. Probabilmente la figura di Ciri era essenzialmente esecutiva e non progettuale, anche se gli sono state attribuite varie fortificazioni nel sud della Puglia.[3] La struttura, completata diversi anni dopo, ingloba le precedenti strutture sveve.
- Fortificazioni di Gallipoli (1484-1513)
- Castello di Taranto, sempre in collaborazione con Francesco di Giorgio Martini.
- Nuova cinta muraria del castello di Brindisi.